# Edwige Belmore
Pour les articles homonymes, voir Edwige et Belmore.
Edwige Bessuand, dite Edwige Belmore ou simplement Edwige, est une figure punk des années 1980 en France, née le 26 février 1957 à Villejuif (Seine) et morte le 22 septembre 2015 à Miami (Floride).
Elle est notamment physionomiste au Palace et chanteuse du groupe Mathématiques modernes. Elle a été surnommée la « Reine des punks ».

## Biographie
Edwige Belmore naît sous le nom d’Edwige Bessuand à Villejuif le 26 février 1957 : elle est abandonnée à l'Assistance publique. À l'adolescence, elle habite au Kremlin-Bicêtre. Ses parents adoptifs se séparent et l'abandonnent à l'aube de sa majorité,,. Elle part alors vivre chez Maud Molyneux, rue Vavin, où elle se transforme peu à peu en punk, se rasant les cheveux puis teignant en platine ce qui repousse. Elle passe ses nuits au Sept avec Maud Molyneux et Paquita Paquin quand il arrive que le physionomiste les laisse entrer,, aux Bains Douches où elle fait parfois le spectacle sur scène ou encore à La Main Bleue avec ses amies Paquita Paquin et Eva Ionesco. Elle devient « la figure de proue » du Palace et la physionomiste du lieu,,. Sa rencontre avec Paloma Picasso lui fait découvrir le monde de la jet set : elle devient ainsi amie avec Yves Saint Laurent ou Loulou de La Falaise. Elle se rend pour la première fois à New York fin 1977, fréquente le Studio 54 et retourne régulièrement dans cette ville les années suivantes. Une photo d'elle embrassant Andy Warhol fait la couverture de Façade, lui apportant de la notoriété.
Elle fonde avec Claude Arto le groupe musical Mathématiques modernes dont elle est la chanteuse. Elle est alors soutenue par Philippe Guibourgé qui lui fournit des vêtements Chanel.
Edwige défile pour Jean-Paul Gaultier ou Thierry Mugler. Elle est photographiée en 1990 par Pierre et Gilles pour un œuvre intitulée Sainte Gertrude la Grande. « Le fort tempérament de notre modèle et son allure de garçonne allaient bien avec la réputation de rigueur et d'austérité de cette figure intellectuelle et mystique qu'était Gertrude la Grande » explique le duo de photographes. Au cours de sa carrière, elle est plusieurs fois photographiée par Pierre et Gilles, aussi bien pour la presse que pour la publicité. Bien avant, elle est également le sujet de photographies de Helmut Newton pour une photo rarement publiée, Maripol quelques années après, ou Jean-Baptiste Mondino. À la suite d'une photo de Pierre Commoy, elle fait la couverture du no 4 de Façade où elle embrasse Andy Warhol sur la joue, ; le magazine titre « La reine du punk et le pape de la pop ». Elle serait à l'origine du titre The Sweetest Taboo de Sade,. Elle se marie avec Jean-Louis Jorge, de dix ans son aîné.
En 2012, elle apparaît dans un documentaire de Jérôme de Missolz, Des jeunes gens modernes,  dans lequel un groupe de jeunes artistes, fascinés par le mouvement punk, rencontrent un critique musical de cette période. Elle part en Inde, puis va vivre à New York et enfin à Miami. Elle meurt en Floride le 22 septembre 2015 dans un l’hôpital local, à l'âge de 58 ans, d'une hépatite chronique non soignée.